# Deuteronomos clausa
Deuteronomos clausa là một loài bướm đêm trong họ Geometridae.